# サビーナ・アルティンベコワ
サビーナ・アルティンベコワ（カザフ語: Сабина Алтынбекова、ラテン文字表記：Sabina Altynbekova、1996年11月5日 - ）は、カザフスタンの女子バレーボール選手。

## 来歴
父はスキー選手、母は陸上競技（走種目）の選手。高等学校に入学してからバレーボールを始めた。
2014年7月16日から7月24日にかけて台湾の台北市で開かれたアジアバレーボール連盟主催のアジアジュニア女子バレーボール選手権大会にバレーボールカザフスタン女子代表に補欠選手として招集され、国際大会初出場。出場以降、その美貌がメディアで取り上げられ、自身のインスタグラムのフォロワーは大会前の300人から10日もたたないうちに20万人以上に膨れ上がった。特に台湾の大手メディアは熱心に報道し、欧米のタブロイド紙でも取り上げられた。ファンは開催地の台湾のみならず、日本・韓国・中国・東南アジアに広がった。さらに日本の芸能界の注目をも浴びている。
補欠選手であったため出場時間はあまり長くはなかったが、サビーナが登場すると会場の注目を一挙に集めた。カザフスタンは最終的には7位であったが、もはや試合どころではなくなっており、コーチは「このような状況では試合にならない。観客はまるで選手が1人しかいないように振る舞っている」と苦言を呈した。
こうした異常な盛り上がりに対しサビーナは、「注目されることは光栄でありますが、バレーボールに専念したいですし、その方面で注目されたいです」とコメントしている。ただし、2014年末に地元カザフスタンで開かれたイベントで、映画に主演することが決まったと発表した。スポーツに関係する等身大の役であることから引き受けたとのこと。
2015年9月17日、VチャレンジリーグのGSSサンビームズは公式webサイトでサビーナの入団を発表したが、リーグ戦開幕直前に体調不良となりチームを離れ帰国した。
2016年4月8日、GSSサンビームズは、公式webサイトでサビーナの契約満了による退団を発表した。

## 人物
- カザフ人[1]。姓については、アルシンベコバ表記もみられるが[15][16]、カザフ語の発音よりアルティンベコワの表記が正確である[17]。
- 身長182cm[18]。12頭身ともいわれる[19]。美しい容姿から日本ではメディアに取り上げられ話題となった。
- 英語が得意であり、通訳なしで英語で受け答えができる[20]。
- 2020年に結婚[21]、2021年に男児を出産している一児の母[22]。

## 所属チーム
- Almaty
- GSSサンビームズ（2015-2016年）
- Almaty（2016-2019年）
- Wild Cats（2018-2019年）
- Al Wasl（2019-）